# Ettore Gironda
Ettore Gironda (falecido em 1626) foi um prelado católico romano que serviu como bispo de Massa Lubrense (1611–1626).

## Biografia
No dia 24 de janeiro de 1611, Ettore Gironda foi nomeado bispo de Massa Lubrense durante o papado de Paulo V, onde serviu como bispo até à sua morte em 1626.